# Hey Jude
«Hey Jude» és una cançó de la banda de rock anglesa The Beatles, escrita per Paul McCartney i acreditada al duet Lennon–McCartney. La balada evolucionà de «Hey Jules», una cançó que McCartney escrigué per animar el fill de John Lennon, Julian, durant el divorci dels seus pares. «Hey Jude» comença amb una estructura de vers-pont que lidera la veu de McCartney i un acompanyament de piano; es va incorporant més instrumentació així com la cançó progressa. Després del quart vers, la cançó passa a una coda de més de quatre minuts que es va apagant.
«Hey Jude» fou publicada el 26 agost de 1968, el primer senzill dels Beatles amb el segell discogràfic Apple Records, amb el tema «Revolution» com a cara-B. Tot i els més de set minuts de durada de la cançó, assolí el número 1 de la llistes britàniques, esdevenint la cançó més llarga de la història en fer-ho, i romangué nou setmanes al cim de les llistes dels Estats Units, el temps màxim de qualsevol cançó dels Beatles i empatà amb el que llavors era el rècord absolut. A més, també encapçalà les llistes d'altres països com Canadà, Noruega i Austràlia. El senzill ha venut aproximadament vuit milions de còpies i sovint s'inclou en les llistes de millors cançons de tots els temps. La revista Rolling Stone la situà com la 8a millor cançó de tots els temps i la revista Billboard l'anomenà la 10a cançó més gran de tots els temps.

## Inspiració

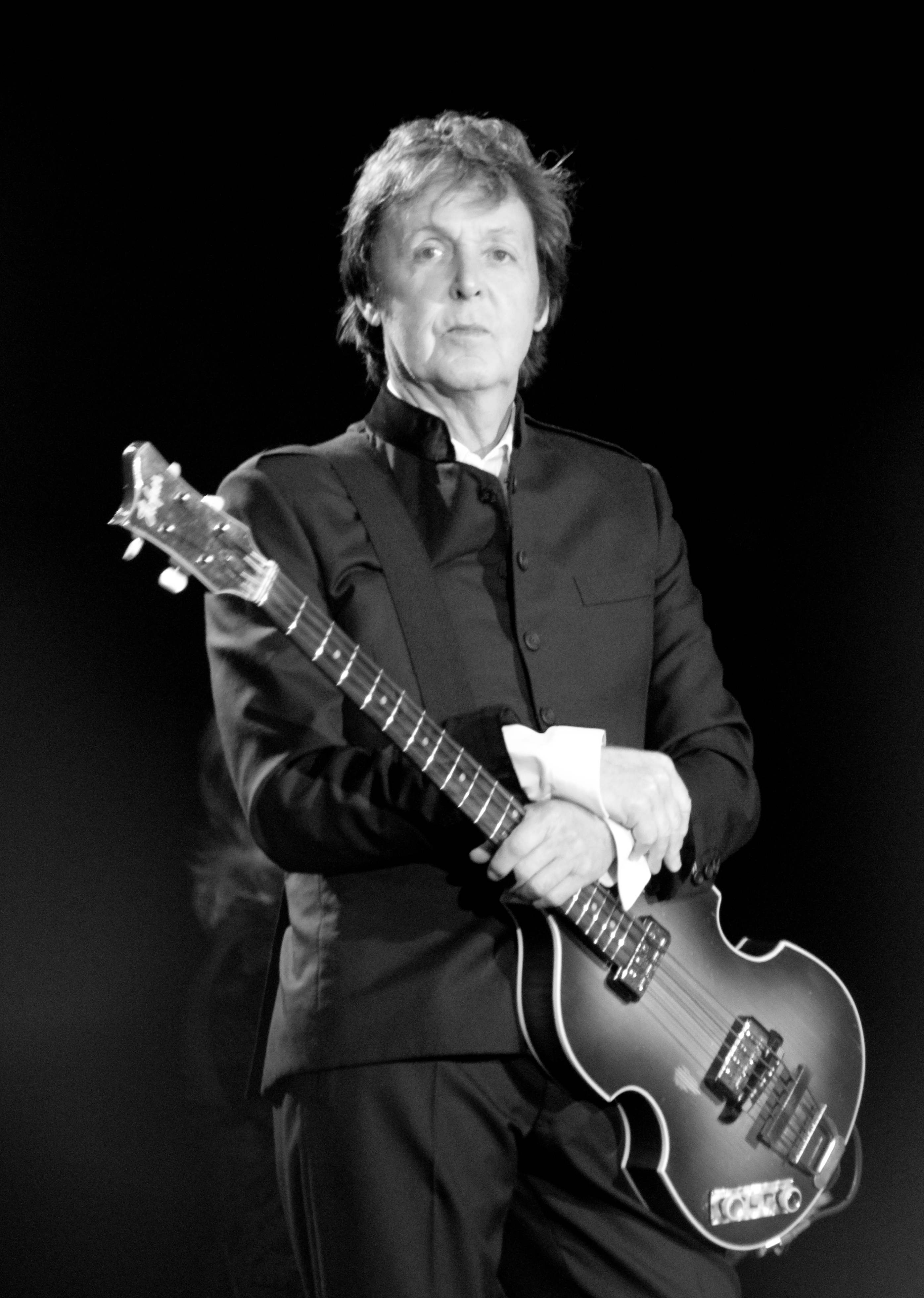
Paul McCartney, l'autor de la cançó, acompanyat del model de baix Hofner, l'any 2010.

Paul McCartney va confessar que la inspiració per compondre la melodia de la cançó li va venir mentre conduïa cap a la casa de John Lennon. La intenció del Beatle era visitar el fill de Lennon, Julian, els pares del qual feien poc que s'havien separat. Així doncs, la lletra i la melodia del tema van néixer com un intent de McCartney per consolar al fill del seu company de grup, que tan sols tenia cinc anys. En els seus orígens, McCartney va titular la cançó «Hey Julian», però posteriorment va canviar per "Hey Jude", ja que d'aquesta manera, segons l'autor, el nom era més comercial i més fàcil de cantar.

## Estructura musical
Hey Jude està escrita al voltant de tres acords: Fa, Do i Si bemoll. Aquests són els acords que apareixen abans de la tornada, on també apareix el Sol menor. En el coda, la part més llarga de la cançó, l'acord de Do és substituït pel Mi bemoll. La cançó comença amb la veu de Paul McCartney i l'acompanyament del piano. En la segona estrofa s'afegeixen la guitarra rítmica i la pandereta tocada per Ringo Starr, que substitueix per la bateria en el moment que McCartney dona peu a la tornada amb la frase "and any time you feel the pain".
Durant l'elaboració de la cançó, Paul McCartney i George Harrison van tenir un desacord perquè Harrison tocava un riff de guitarra al final de cada frase, i McCartney considerava que no era necessària una guitarra elèctrica per aquesta cançó. En el documental "George Harrison: Living in the material world" de l'any 2011, Paul McCartney afirma que la cançó va ser gravada al seu gust, ja que ell era l'autor del tema, tal com la resta dels Beatles dirigien les sessions de les cançons que havien compost.

## Recepció i crítiques
Hey Jude va ser nominada pels Premis Grammy de l'any 1969 en les categories de "gravació de l'any", "cançó de l'any", i "millor interpretació Pop per un duet o grup amb vocals", tot i que no va guanyar en cap d'aquestes. L'any 2004 va ocupar la vuitena posició en la llista "500 millors cançons de tota la història", publicada per la revista Rolling Stones. Hey jude és, sense dubte, una de les cançons més esperades en els concerts de McCartney, i una de les poques que compta amb la participació directa del públic, que s'afegeix en el moment del coda. Avui dia és considerada una de les millors composicions de la música britànica, i és per això que McCartney, juntament amb la resta de músics que l'acompanyen ens els concerts, va interpretar la cançó durant la cerimònia d'obertura dels Jocs Olímpics d'Estiu de 2012 celebrats a Londres.

## Personal
- Paul McCartney - vocalista, baix, piano
- John Lennon - cors, guitarra acústica
- George Harrison - cors, guitarra líder
- Ringo Starr - cors, bateria, pandereta